# Andira cordata
Andira cordata är en ärtväxtart som beskrevs av R.T.Penn. och Haroldo Cavalcante de Lima. Andira cordata ingår i släktet Andira och familjen ärtväxter. Inga underarter finns listade i Catalogue of Life.